# Općina Litija
Općina Litija (slo.: Občina Litija) je općina u Sloveniji u povijesnoj pokrajini Kranjskoj odnosno njenom dijelu Gorenjskoj i statističkoj regiji Zasavlje. Središte općine je grad Litija sa 6.420 stanovnika.

## Zemljopis
Općina Litija nalazi se u središnjem dijelu države, istočno od Ljubljane. Općina se pruža duž rijeke Save, koju okružuje Posavsko Hribovje s obje strane rijeke.
U općini vlada umjereno kontinentalna klima. Najvažnija rijeka u općini je Sava, koja presjeca općinu na sjeverni i južni dio i koja protiče kroz grad Litiju. Svi ostali vodotoci su potoci rijeke Save.

## Naselja u općini
Berinjek, Bistrica, Bitiče, Boltija, Borovak pri Polšniku, Breg pri Litiji, Brezje pri Kumpolju, Brezovo, Brglez, Cirkuše, Čateška Gora, Čeplje, Dobje, Dobovica, Dole pri Litiji, Dolgo Brdo, Gabrovka, Gabrska Gora, Gobnik, Golišče, Gorenje Jelenje, Gornje Ravne, Hohovica, Hude Ravne, Javorje pri Gabrovki, Jelenska Reber, Jesenje, Jevnica, Ježevec, Kal pri Dolah, Kamni Vrh, Kandrše, Klanec pri Gabrovki, Klenik, Konj, Konjšica, Kresnice, Kresniške Poljane, Kresniški Vrh, Kržišče pri Čatežu, Kumpolje, Laze pri Gobniku, Laze pri Vačah, Leše, Litija, Ljubež v Lazih, Lukovec, Magolnik, Mala Goba, Mala Sela, Mamolj, Moravče pri Gabrovki, Moravška Gora, Nova Gora, Okrog, Pečice, Podbukovje pri Vačah, Podpeč pod Skalo, Podšentjur, Pogonik, Polšnik, Ponoviče, Potok pri Vačah, Prelesje, Prevale, Preveg, Preženjske Njive, Radgonica, Ravne, Renke, Ribče, Ržišče, Sava, Selce, Slavina, Slivna, Sopota,  Spodnje Jelenje, Spodnji Hotič, Spodnji Log, Stranski Vrh, Strmec, Suhadole, Širmanski Hrib, Široka Set, Šumnik, Tenetiše, Tepe, Tihaboj, Tlaka, Tolsti Vrh, Vače, Velika Goba, Velika Preska, Veliki Vrh pri Litiji, Vernek, Vodice pri Gabrovki, Vovše, Zagorica, Zagozd, Zapodje, Zavrh, Zglavnica, Zgornja Jevnica, Zgornji Hotič, Zgornji Log

## Vanjske poveznice
- Službena stranica općine